# Kościół Mariacki w Ystad
Kościół Mariacki w Ystad (szw. Sankta Maria kyrka, Ystad) – kościół szwedzkiego kościoła ewangelicko-luterańskiego w Ystad, (region terytorialny Skania, region historyczny Skania), położony przy Klostergatan 12.
Kościół ma status zabytku sakralnego według rozdz. 4 Kulturminneslagen (pol. Prawo o pamiątkach kultury) ponieważ został wzniesiony do końca 1939 (3 §).

## Historia

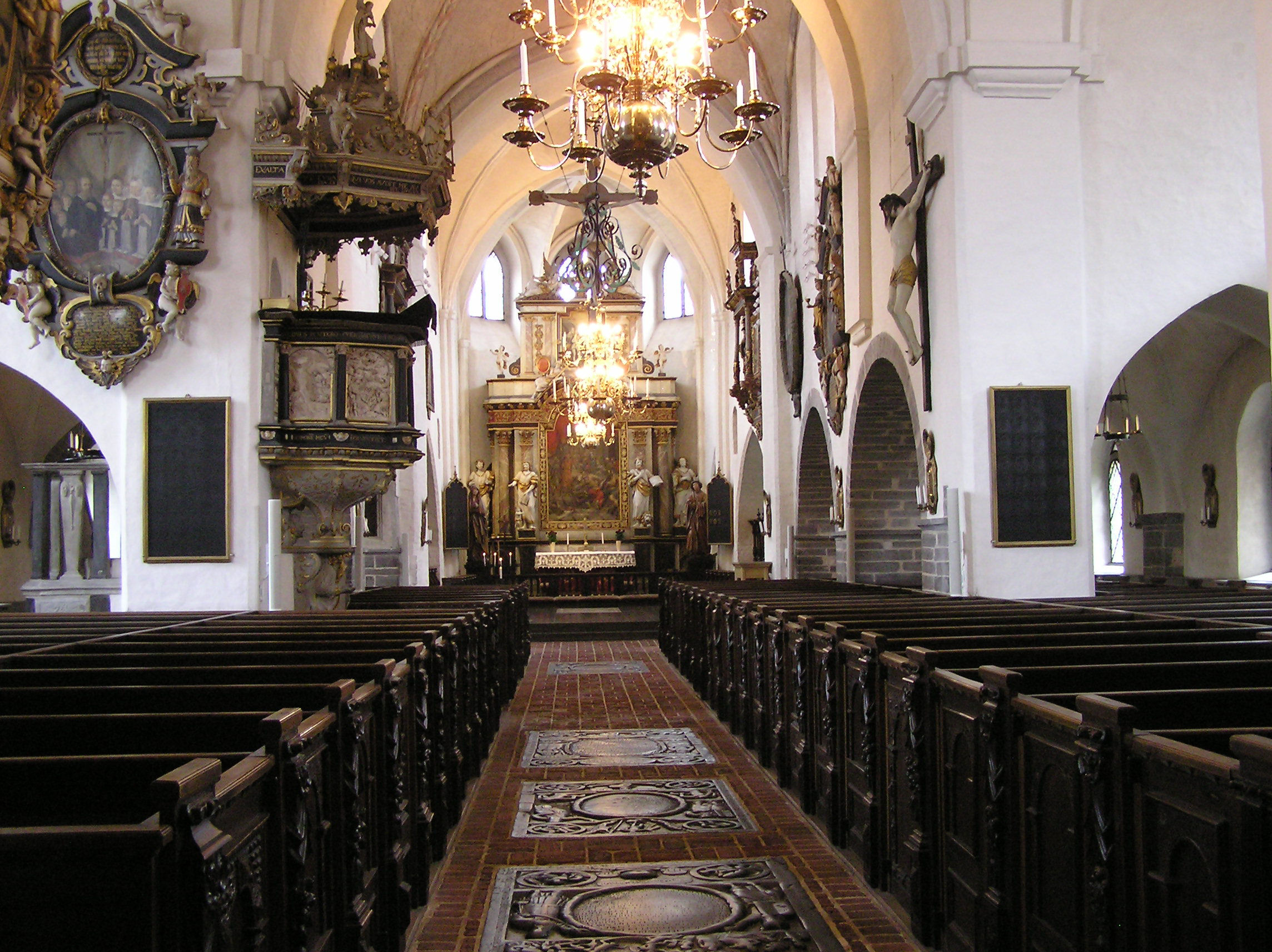
Wnętrze kościoła

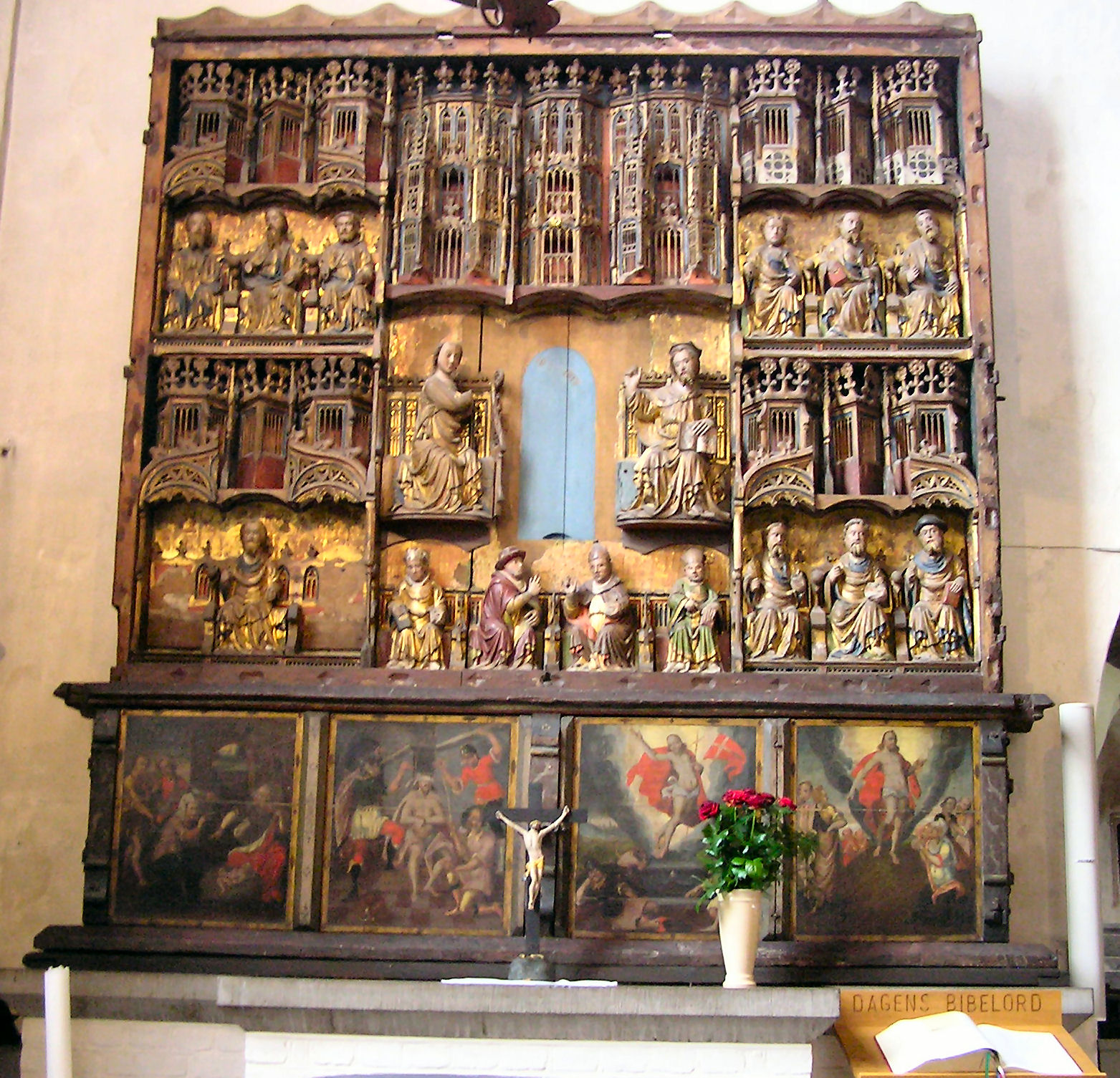
Średniowieczny drewniany ołtarz szafkowy

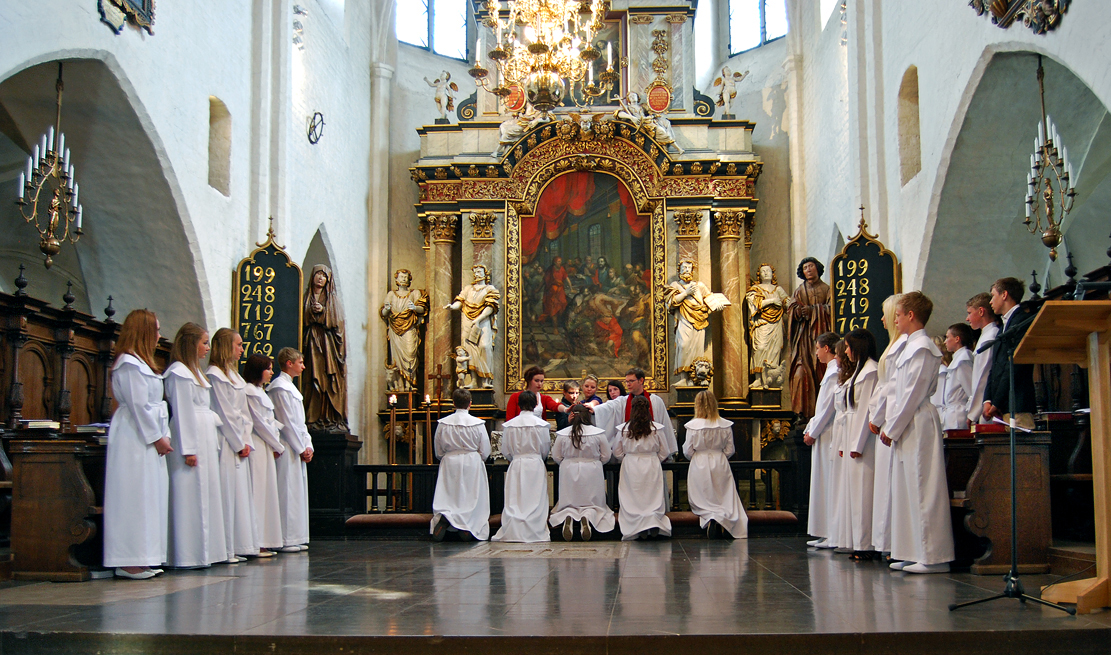
Bierzmowanie 2011.

Budowę kościoła rozpoczęto ok. 1200. Od początku była to prawdopodobnie romańska, trójnawowa bazylika z płaskim sklepieniem ale ok. 1275 nawę środkową nakryto sklepieniem ostrołukowym, którego fragment zachował się do dziś. W XIV w. od południowej strony dobudowano kaplicę św. Krzyża, która pierwotnie odgrywała rolę zakrystii i baptysterium. Obecne prezbiterium powstało w XV w.; wtedy też przedłożono w jego kierunku nawy boczne aby stworzyć obejście.
Podczas burzy w 1647 zawaliła się wieża i uszkodziła zachodnie partie kościoła. Już w 1650 zbudowano nowy transept w stylu renesansowym, jednak wieżę odbudowano dopiero pod koniec stulecia. Jest wysoka na 51 m.
W latach 30. XIX w. pod kierunkiem architekta Carla Georga Bruniusa dokonano zasadniczych zmian w architekturze kościoła. Na zewnątrz otrzymał on przypory i większe okna. W latach 40. tego samego stulecia rozebrano kaplicę św. Krzyża i południowy vapenhus (miejsce, gdzie niegdyś uzbrojeni mężczyźni musieli złożyć broń przed wejściem do kościoła). W 1886 pod kierunkiem architekta miejskiego Petera Boisena dokonano istotnych zmian we wnętrzu kościoła. Położono nową posadzkę z cementu, usunięto stare ławki oraz dużą część dekoracji, uznając je za ”niegustowne”.
W latach 1923–1924 pod kierownictwem wikariusza Sama Stadenera wykonano prace renowacyjne, które przywróciły kościołowi pierwotny wygląd. Na swoje dawne miejsca powróciły płyty nagrobne i epitafia; wstawiono też z powrotem część starych ławek kościelnych.

## Wyposażenie
Najcenniejszym elementem wyposażenia jest ambona, czołowe dzieło epoki baroku w Skanii. Zbudowano ją w latach 1626–1631 z wapienia, natomiast daszek akustyczny wyrzeźbiono z drewna. W obejściu prezbiterium wisi obraz św. Doroty. Barokowy ołtarz wykonał w latach 1718–1731 Johan Jerling. Wypełniają go dwa obrazy Carla Mörta, przedstawiające chrzest Jezusa i Ostatnią Wieczerzę.
Pod amboną warto zwrócić uwagę na rzeźbę przerażającej twarzy oraz na umieszczony naprzeciwko niej średniowieczny krucyfiks, który znalazł się w tym miejscu z rozkazu króla Karola XII, aby przypominać modlącym się o cierpieniu Chrystusa. Jego głowa ozdobiona jest ludzkimi włosami; jest to dar jednego z XIX-wiecznych parafian, który podarował własne włosy chcąc przydać cierpiącemu Chrystusowi maksymalnego realizmu.
W obecnym baptysterium znajduje się cenny średniowieczny poliptyk, zbudowany z drewna dębowego, pomalowany i pozłocony w Niemczech w XV w. Na uwagę zasługuje też żyrandol w stylu gotyckim z XIV w. i chrzcielnica z brązu, wykonana w Lubece w 1611.
Zielone w kolorze ławki kościelne, zamykane po obu stronach wejścia, były przeznaczone dla kobiet, które nie zostały jeszcze przyjęte na łono Kościoła... po narodzinach dziecka.

## Nocny trębacz Ystad
Każdego dnia strażnik obserwuje miasto z wieży kościoła. Tradycja ta ma początek w poł. XVIII w. i jest nadal żywa. Kiedyś zadaniem strażnika wieżowego było wypatrywanie niebezpieczeństwa pożaru przez całą noc a jego regularne granie było dla mieszkańców dowodem, iż strażnik nie zasnął lecz czuwa nad ich bezpieczeństwem; za zaniedbanie tego obowiązku aż do poł. XIX wieku groziła strażnikowi kara śmierci. Prawdziwą przyczyną grania była jednak obawa przed wybuchem pożaru – a czuwający strażnik mógł nieustannym graniem wezwać mieszkańców do gaszenia ognia.
Dziś jest to już tylko gra dla podtrzymania tradycji: codziennie między godz. 21:15 a 1:00 w nocy strażnik gra z wieży kościelnej co kwadrans hejnał na cztery strony świata.